# Wilhelm Morgner
Wilhelm Morgner, född 27 januari 1891 i Soest, död 16 augusti 1917 utanför Langemark, var en tysk bildkonstnär, målare och grafiker, förknippad med expressionismen. 

## Biografi

### Familj
Wilhelm Morgner var son till en före detta militärmusiker från Beerheide i Sachsen, August Morgner (1859–1892). Fadern, som kom från en vävarsläkt, bosatte sig i Soest där han bildade familj och arbetade som tågkonduktör innan han avled blott 33 år gammal. Sonen Wilhelm var då knappt två år. Modern Maria Morgner (1863–1954) kom från en snickarfamilj i Soest. Efter makens bortgång försörjde hon sig som sömmerska och förblev ensam om ansvaret för Wilhelm och hans systrar, även om hon hade sina föräldrar i närheten. Maria Morgner var konstintresserad och skulle ge ut en egen diktsamling 1920. En konstnärlig ådra är känd från tidig ålder hos sonen Wilhelm.

### Studier
Modern hyste en önskan om att sonen skulle bli präst. Efter folkskolan fortsatte Wilhelm därför vid Archigymnasium, hemstadens läroverk med anor från 1500-talet. I jämförelse med hans växande intresse för måleri blev skolarbetet emellertid mer likt en bisyssla. Den unge mannen gick sin egen väg och förhörde sig om vilka möjligheter det fanns till utbildning som konstnär. Otto Modersohn, som kom från Soest och var en av grundarna av konstnärskolonin Worpswede, fick frågan när han var hemma på tillfälligt besök och rådde Wilhelm Morgner att flytta till Worpswede. Detta gjorde han 1908 och blev där privatelev till Georg Tappert. Han fick nu ta del av en målares grundläggande hantverk. Tappert fick honom också att noggrant studera naturen och bekantade honom med den moderna konsten. Hans första konstnärliga arbeten tog så form. Lantbrukares, skogshuggares eller stenbrottsarbetares vardag hörde till hans första motiv. Sin lärare höll Morgner fortsatt en nära kontakt med livet ut. Hans del av deras ingående konstteoretiska brevväxling finns i bokform sedan 1984 under titeln Briefe und Zeichnungen.  

### Konstnärskap

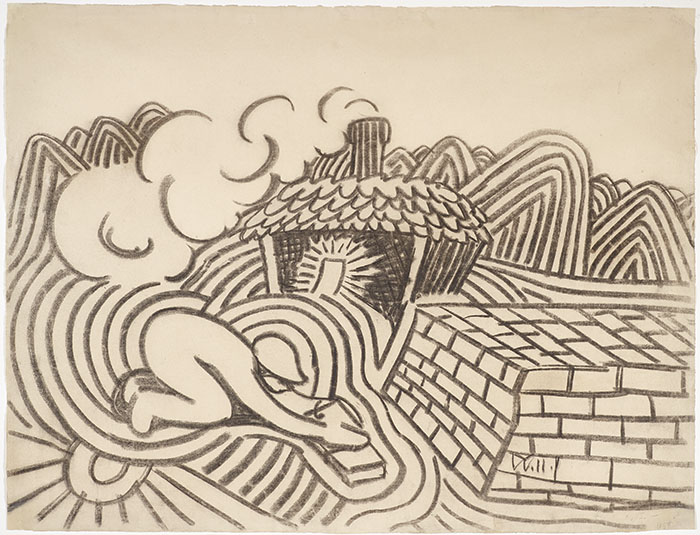
Tegelmakaren (1911), kolteckning, med på Der Blaue Reiters andra utställning 1912.

Wilhelm Morgner återvände 1909 till Soest. Han inrättade flera ateljéer åt sig, dels i staden och dels i närheten. Samma år fick han också möjlighet att debutera där med en första utställning 18 år gammal. Han återknöt kontakten med vänner som även de var gryende konstnärsämnen från trakten, Arnold Topp (1887–1961), Wilhelm Wulff (1891–1980) och Eberhard Viegener (1890–1967). Året efter gjorde Morgner en ny kort vända till Tapperts målarskola, som nu var förlagd till Berlin. Tappert, som hade antagit rollen av vice ordförande i den nyetablerade konstnärsföreningen Neue Secession vid sidan av Max Pechstein, möjliggjorde för Morgner att bli en del av den moderna konstscenen i kejsardömets huvudstad. Där träffade han  Franz Marc 1911, vilken imponerades av det han såg av Morgners verk. Marc vidarebefordrade en del av Morgners grafik till sin konstnärlige vapendragare Kandinskij i München, vilken också tyckte om vad han såg. Som en följd av sitt växande rykte kunde Morgner medverka vid flera viktiga, inhemska samlingsutställningar åren 1911–1913. Från 1913 och framåt medverkade han också med bilder i kulturtidskriften Die Aktion. I Berlin hade Herwarth Walden redan tidigare fått upp ögonen för honom och publicerat några av hans arbeten i sin tidskrift Der Sturm. Genom Waldens förmedling deltog Morgner även i ett par samlingsutställningar utomlands, i Budapest 1913 och i Tokyo 1914.   

### Militärtjänstgöring 1913–1917
Wilhelm Morgner var "ettårsfrivillig", vilket var benämningen på en preussisk värnpliktsform. Genom att frivilligt göra värnplikten under ett år kunde personer med högre examen (i Morgners fall studenten) bli officerare inom sitt truppslag. 1913 inkallades han 22 år gammal, och lade måleriet åt sidan, utan att inse att det var för alltid. Teckningar och akvareller gjorde han livet ut men inga mer målningar. Hans frivillig-år övergick i krigstjänst. I början deltog han i flera slag på västfronten under första världskriget, och redan det inledande året fördes han till ett lasarett i Berlin på grund av en fotskada. Under en permission var han hemma i födelsestaden Soest. Efter sitt tillfrisknande tjänstgjorde han 1915 på östfronten och befordrades till underofficer. Han tilldelades även järnkorset av andra klassen. Efter ytterligare en sjukhusvistelse på grund av sjukdom tjänstgjorde han 1916 som tecknare (ritare) i Bulgarien och Serbien. Med avbrott för julhelgen hemma i Soest fortsatte tjänstgöringen i Serbien 1917. I mitten av maj stationerades han i Flandern. Han stupade i strid den 16 augusti under en brittisk offensiv vid Langemark, då han motsatte sig ett tillfångatagande av brittiska soldater.

## Verk
Ett naturalistiskt måleri lämnade Wilhelm Morgner tidigt bakom sig, för ett alltmer abstraherat bildspråk. Inflytande från konstnärer som van Gogh, Seurat och Kandinskij är skönjbart. Mellan 18 november 1911 och 31 januari året efter deltog Morgner med sin pointillistiska monumentalmålning Träarbetare på den fjärde samlingsutställningen av Neue Secession i Berlin och den sägs ha väckt ett livligt intresse. På Der Blaue Reiters andra utställning i München, enbart ägnad grafiska arbeten, från 12 februari till 18 mars 1912 medverkade han med 20 teckningar. En av dessa, kolteckningen Der Ziegelbäcker / Tegelmakaren,  återgavs det året också i Kandinskijs och Marcs Der Blaue Reiter-Almanach.

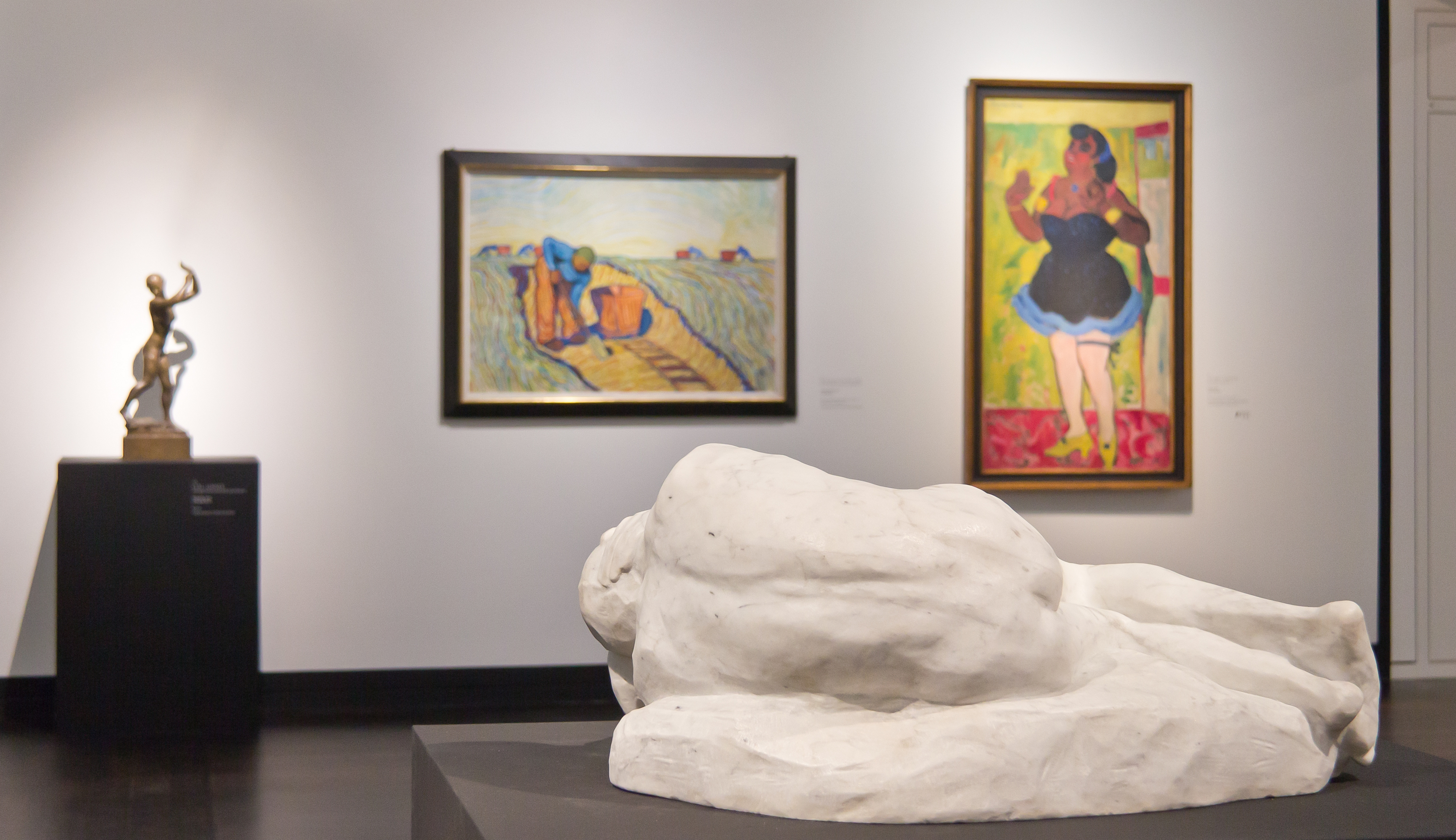
Från rekonstruktionen på Wallraf-Richartzmuseet efter ett sekel: Morgners målning Lerarbetare (1911) intill Georg Tapperts Kreolin / Kreolska (1911). Skulpturer av Karl Albiker: Flyende Dafne; George Minne: Sovande man.

Över sommaren 1912, från 25 maj till 30 september, var han även representerad med oljemålningen Lerarbetare vid Sonderbunds internationella konstutställning i Köln, där han delade sal med bland andra sin forne lärare Georg Tappert och medlemmar ur Die Brücke. Till hundraårsminnet av just denna konsthistoriskt betydelsefulla utställning gjordes ett försök till rekonstruktion hösten 2012 på Wallraf-Richartzmuseet i Köln. Under namnet 1912 – Mission Moderne visades där 115 av de ursprungligen 634 konstverken. 

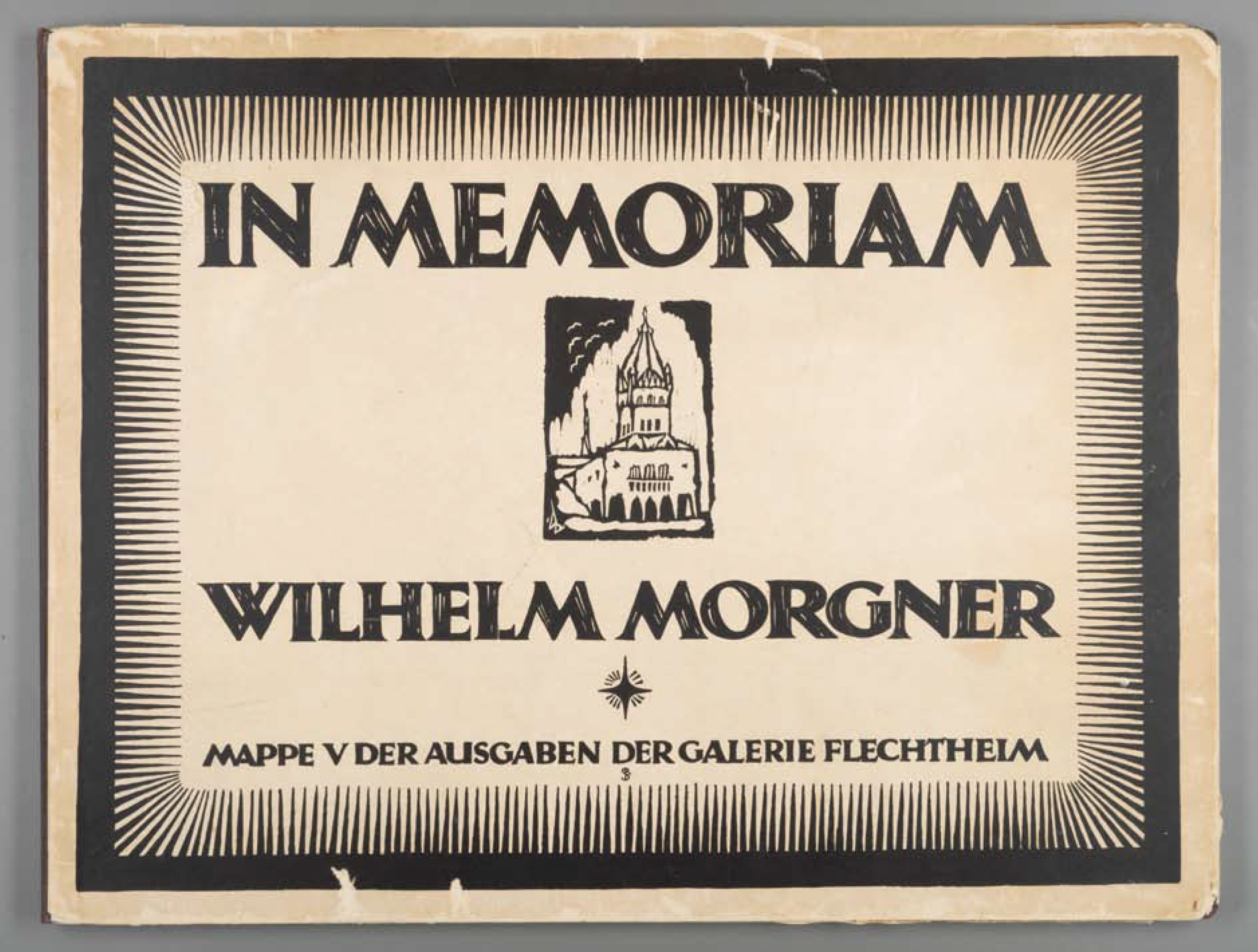
Omslaget till portfolion In Memoriam Wilhelm Morgner (1920).

Trots en kortvarig konstnärlig bana gav Morgner upphov till åtminstone 235 målningar, av vilka en del är storskaliga, liksom 1920 teckningar och akvareller, 67 olika grafiska tryck (trä- och linoleumsnitt, litografier och etsningar) och två träreliefer. Detta enligt en verkförteckning som Georg Tappert presenterade i april 1920, där han hade numrerat alla verk och även gett dem titlar, eftersom Morgner själv sällan namngav dem. På uppdrag av modern Maria Morgner ansvarade Tappert sedan 1918 för hanteringen av Morgners konstnärliga kvarlåtenskap. Han slöt 1920 ett avtal med modern och konsthandlaren Alfred Flechtheim om en försäljning av denna kvarlåtenskap. Ett par separatutställningar och några grupputställningar ägde därför rum på Galerie Flechtheim i Düsseldorf och Berlin under 1920-talet. Den första separatutställningen i Düsseldorf 1920 var en omfångsrik, postum presentation av konstnären. Galleriet gav samtidigt ut portfolion In Memoriam Wilhelm Morgner med sju linoleumsnitt och ett träsnitt tillsammans med en inledande text av Theodor Däubler. Grafiken trycktes i en upplaga om 50 exemplar under uppsikt av Tappert och signerades av Maria Morgner med Frau Morgner.
Den del av Morgners verk som var i offentlig ägo stämplades 1937 av nazistiska bedömare som Entartete Kunst eller "degenererad konst". 91 arbeten beslagtogs från 16 konstmuseer runt om i Tyskland. Det var 29 grafiska blad, däribland 2 exemplar av den postuma portfolion In memoriam, varav ett såldes till utlandet och det andra saknas sen dess. Det var också 42 målningar och 15 teckningar, liksom 5 akvareller från hans tid som soldat. En av dessa, "Macedonische Landschaft mit Fluß und Bergen", finns sedan 1945 på Stadtmuseum i Güstrow. De övriga akvarellernas öde beskrivs som "okänt". På den propagandistiska – "folkupplysande" – konstutställningen Entartete Kunst i Berlin på temat "urartad konst" medtogs därefter åtta av dessa beslagtagna bilder år 1938. 
På Museum Wilhelm Morgner i hemstaden Soest finns idag den största samlingen, 60 målningar och 400 grafiska blad och teckningar. Ytterligare en stor samling arbeten finns på LWL-Museum für Kunst und Kultur i Münster. Större delen av Morgners verk är annars spridd till privatpersoner och olika museer runt om i främst Tyskland, men även Österrike, Schweiz, England och USA. Han är till exempel representerad på Albertina i Wien, Museum Ludwig i Köln, National Gallery of Art i Washington D.C., Städelsches Kunstinstitut i Frankfurt, Staatsgalerie i Stuttgart, British Museum i London, Los Angeles County Museum of Art, Städtische Galerie im Lenbachhaus i München och Museum Kunstpalast i Düsseldorf.

### Galleri

#### Målningar

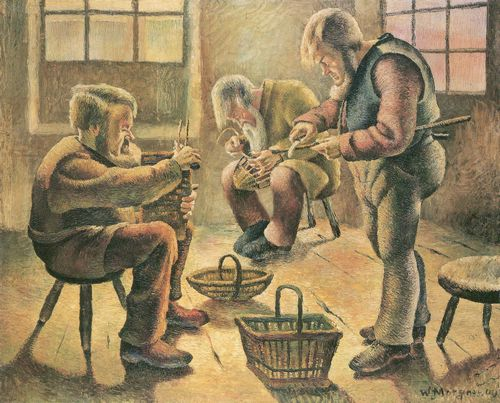
Tre korgmakare (1909), olja på duk, 160 × 200 cm, Museum Wilhelm Morgner i Soest.
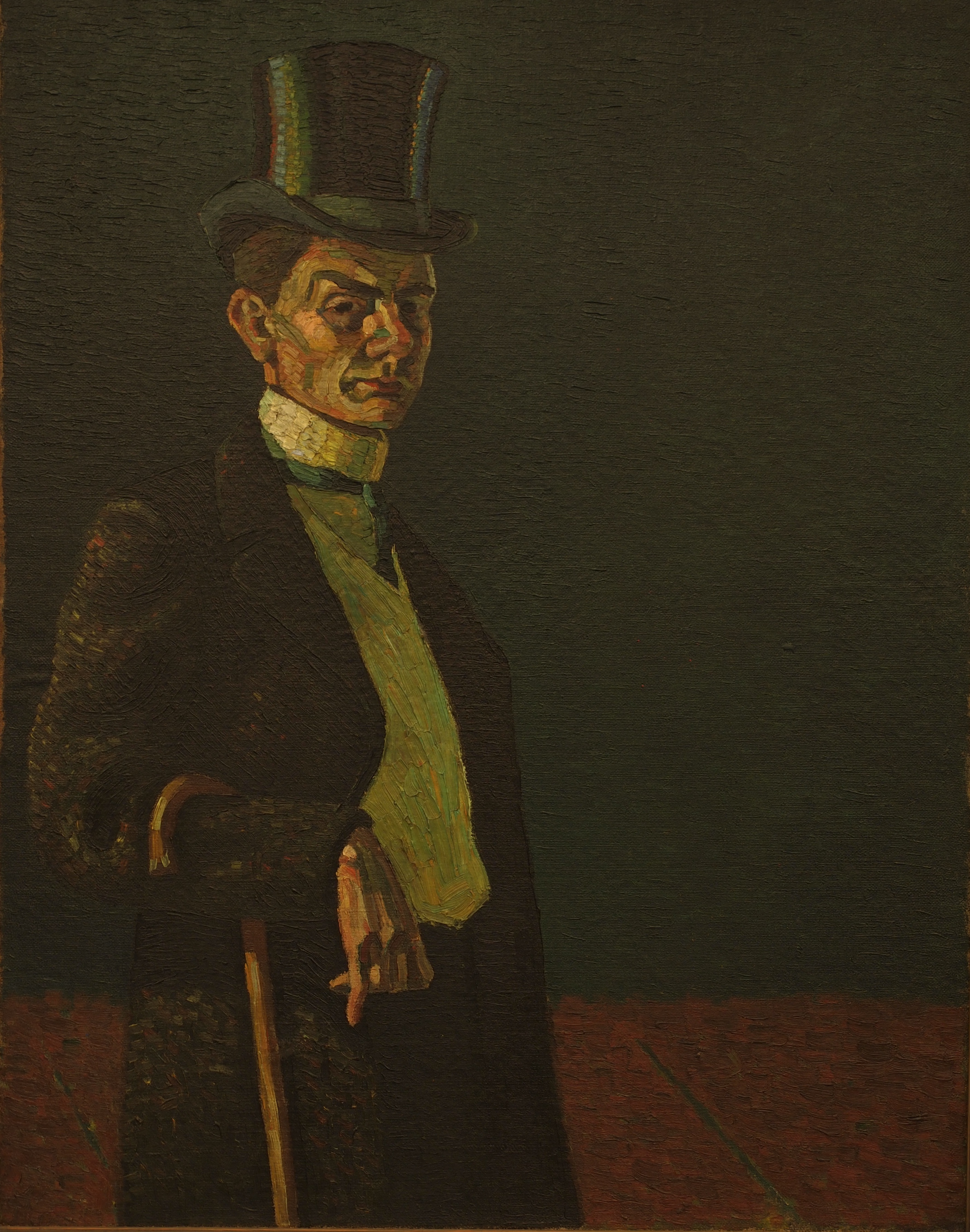
Självporträtt IV (Bonjour) (1910), olja på duk, Museum Wilhelm Morgner.
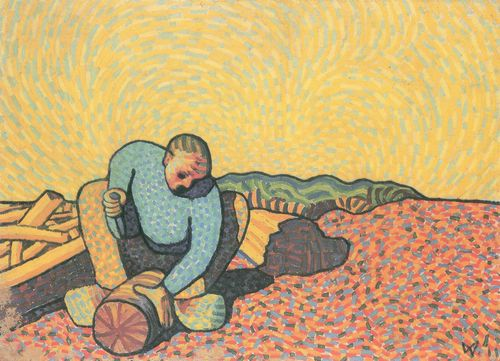
Träarbetare (1911), olja på duk, 143 x 197,5 cm, Museum Wilhelm Morgner. Visades första gången på den fjärde samlingsutställningen av Neue Secession i Berlin 1911-12.
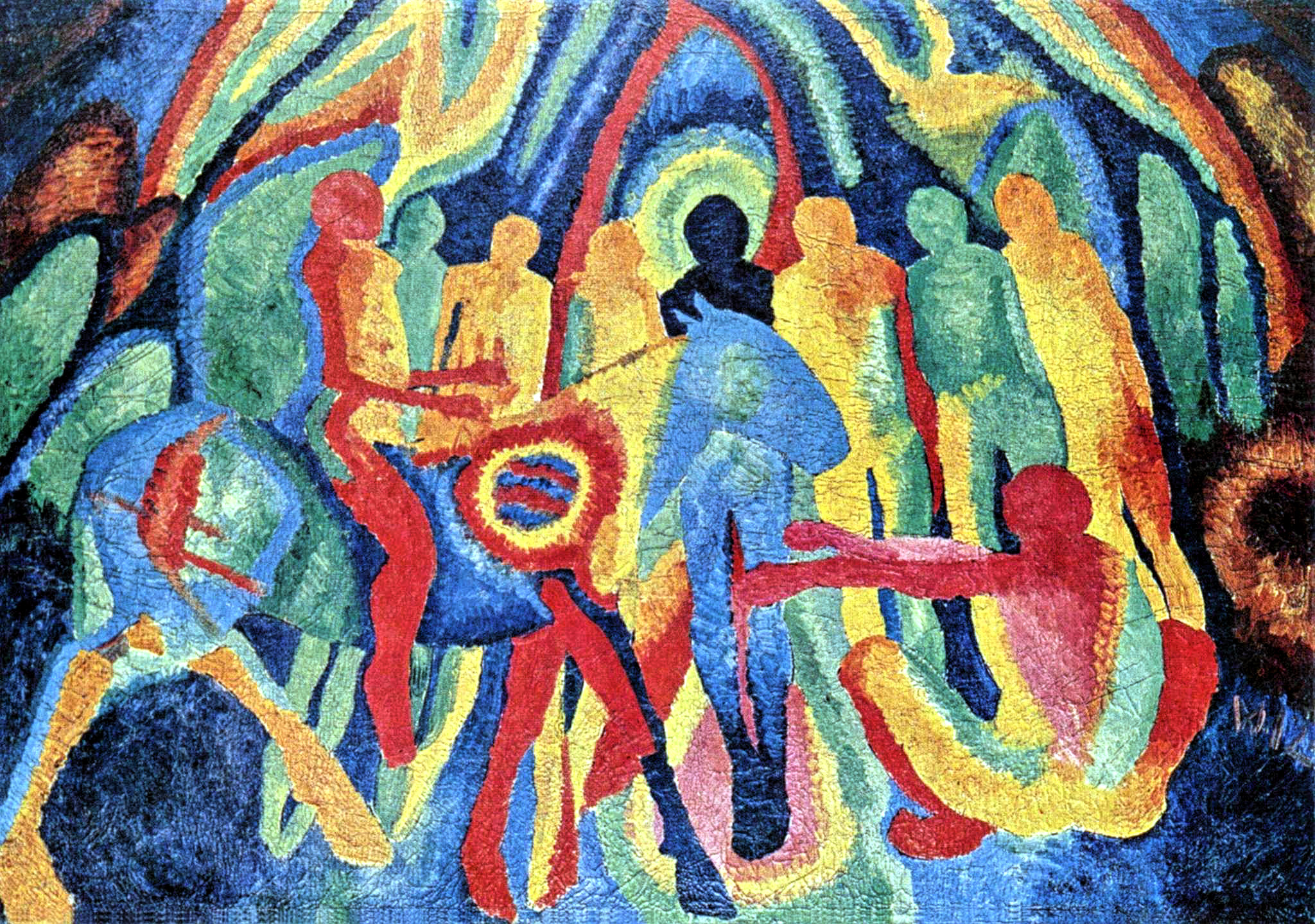
Komposition med nakna[11] (1912), olja på duk, 119 x 171 cm (Museum Ostwall) i Dortmund.
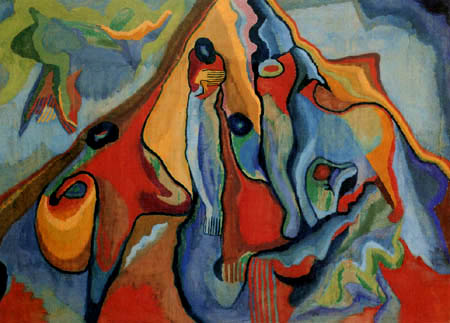
Komposition i tempera (X) (1912), limfärg på pannå, Von der Heydt-Museum i Wuppertal.
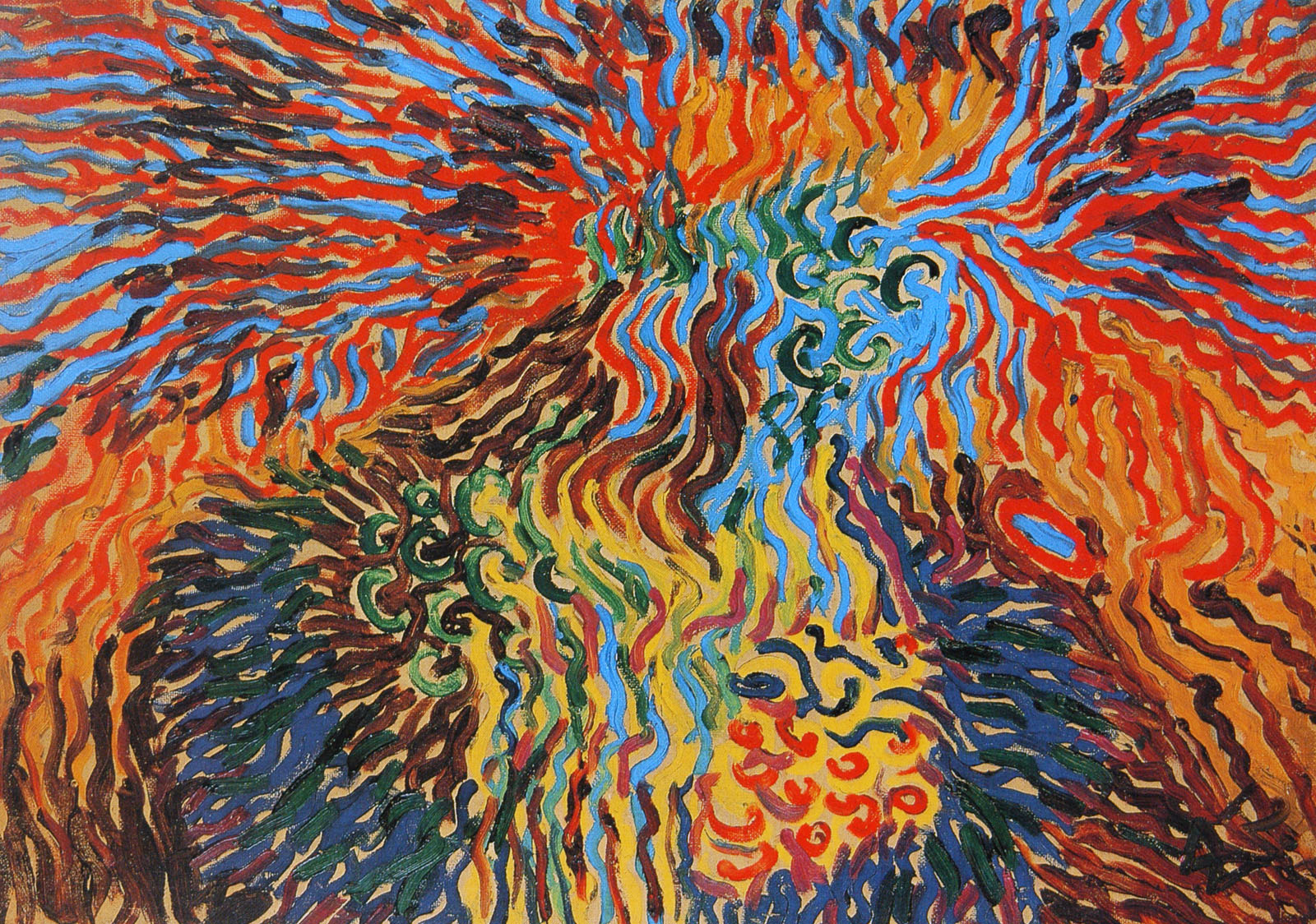
Astral komposition XI (1912), olja på pannå, Clemens Sels Museum i Neuss.

#### Grafiska blad

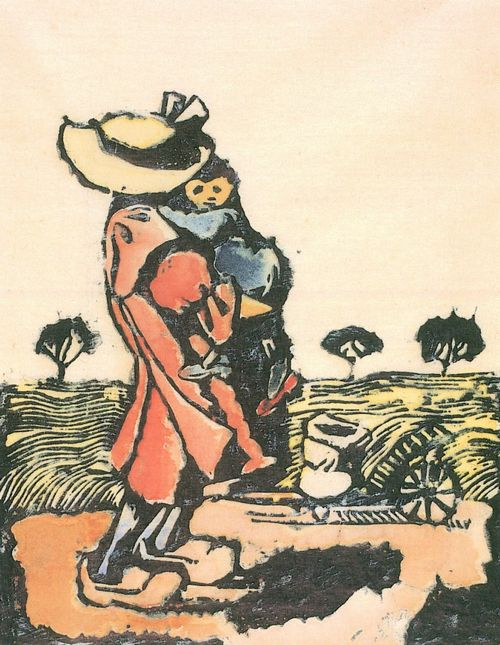
Syskonen (1910), färgträsnitt, 21,5 × 17,5 cm, privat ägo.

### Utställningar under sitt liv (urval)
- Deutsche graphische Ausstellung ["Utställning med tysk grafik"], samlingsutställning i Leipzig, 1910.
- IV. Ausstellung der Neuen, samlingsutställning i Berlin, november–januari 1911-12.
- Der Blaue Reiters andra samlingsutställning med grafik i München, februari–mars 1912.
- Sonderbunds internationella konstutställning, samlingsutställning i Köln, maj–september 1912.
- Deutsche Graphik,  samlingsutställning i Galerie Der Sturms regi, konstmuseum Hibiya i Tokyo, mars 1914.

### Brevutgåva
- Briefe und Zeichnungen, brev till Georg Tappert, till modern och till Wilhelm Wulff, redigering och inledning av Christine Knupp-Uhlenhaut (Soest: Mocker & Jahn, 1984)

## Wilhelm Morgner-priset
Sedan 1953 delas ett konstpris ut i Wilhelm Morgners namn i födelsestaden Soest. Till en början hölls ceremonin vartannat år, men numera hålls den vart tredje år. Prissumman är 15000 euro.